# Jastarnia
Jastarnia (jaˈstarɲa) (en kachoube: Jastarniô, en allemand : Heisternest) est une ville côtière du nord de la Pologne, dans la voïvodie de Poméranie (powiat de Puck). Située sur la Péninsule de Hel, elle dispose d'un petit port de pêche et de quelques plages.

## Géographie
| Kuźnica      | Mer Baltique | Mer Baltique |
| Mer Baltique | Jastarnia    | Mer Baltique |
| Mer Baltique | Mer Baltique | Hel          |

## Histoire
Avant la Seconde Guerre mondiale, début du XXe siècle :

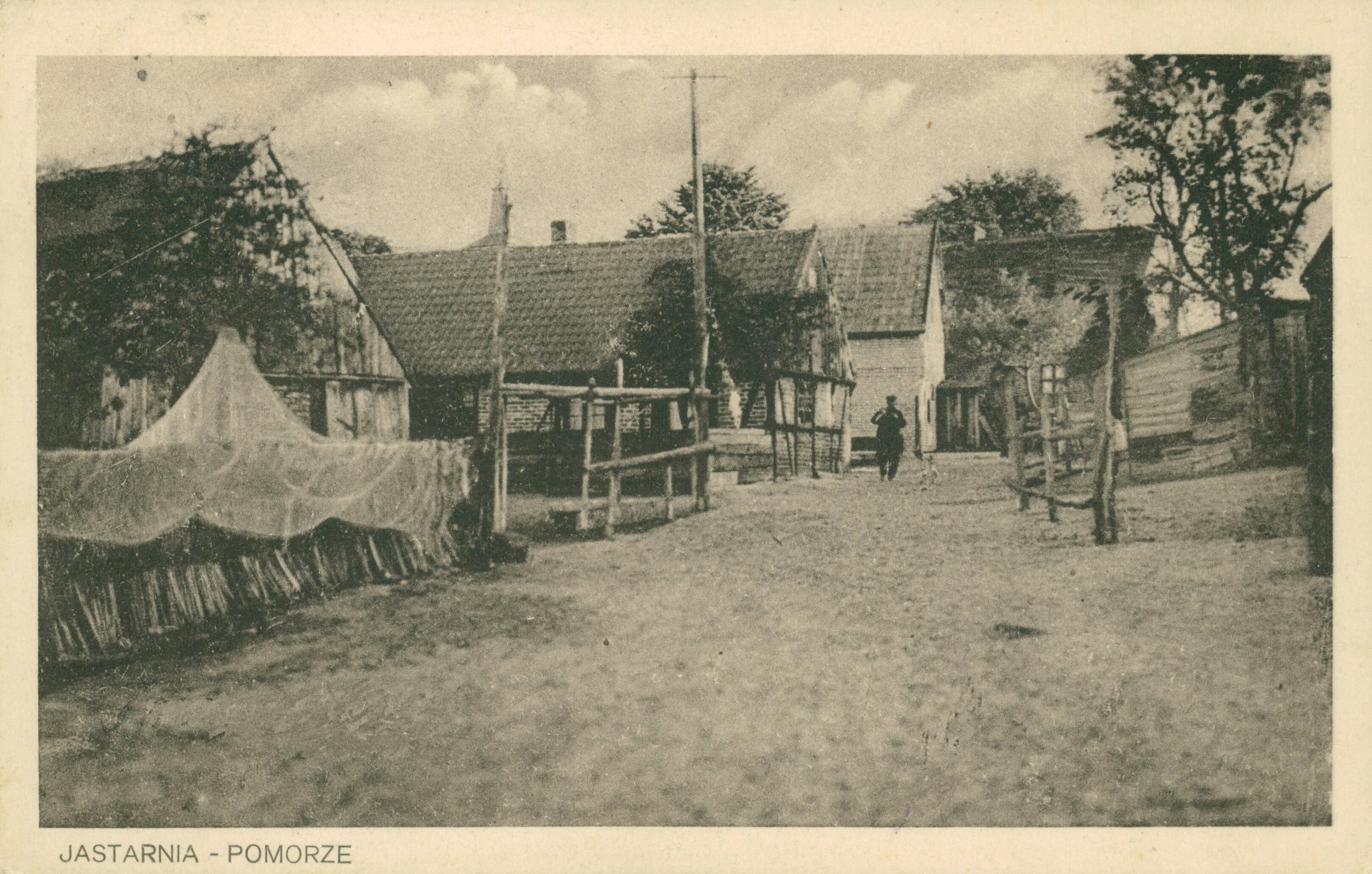
Carte postale de Jastarnia, 1925.

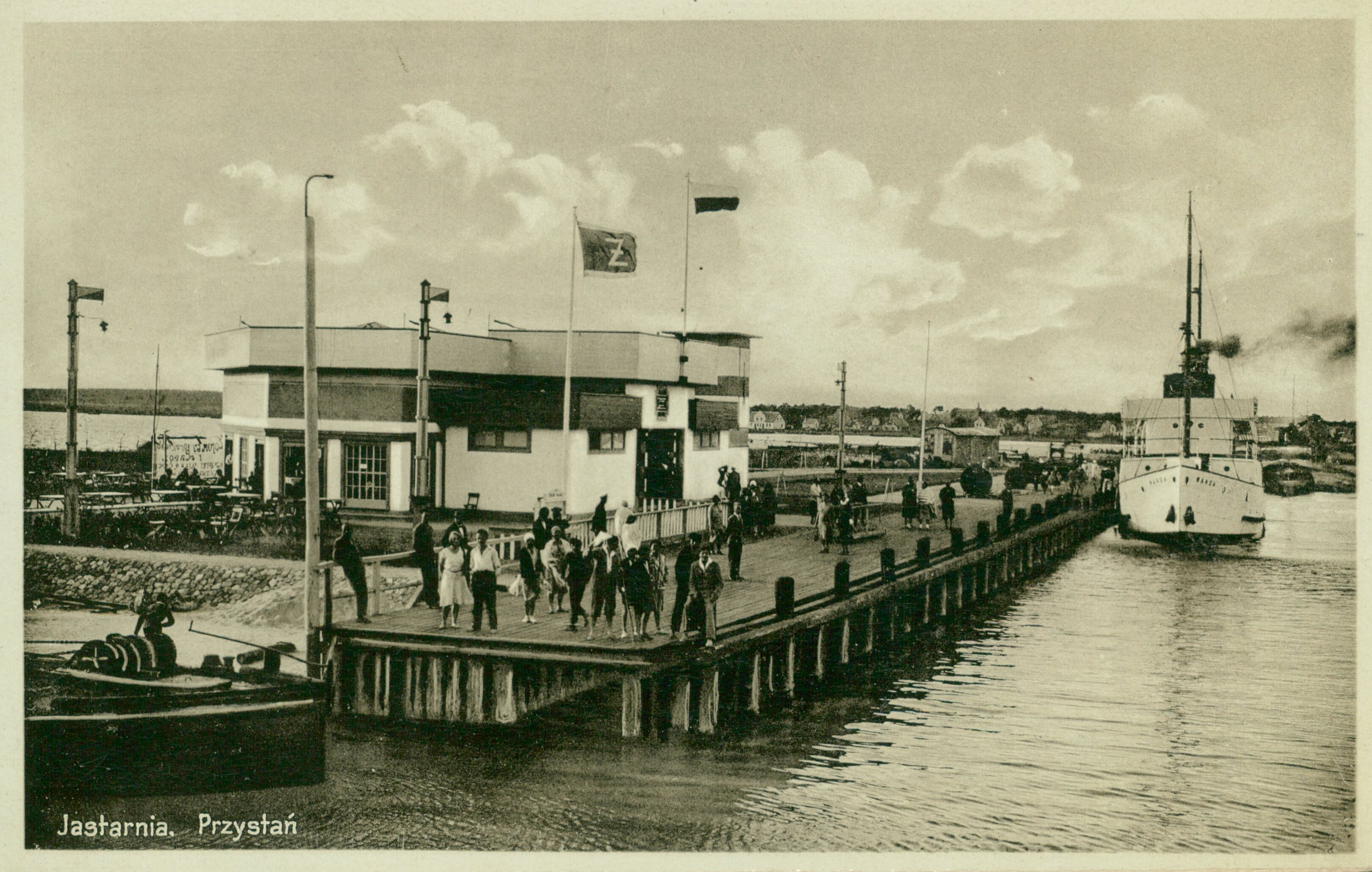
Le quai, entre 1929 et 1937.

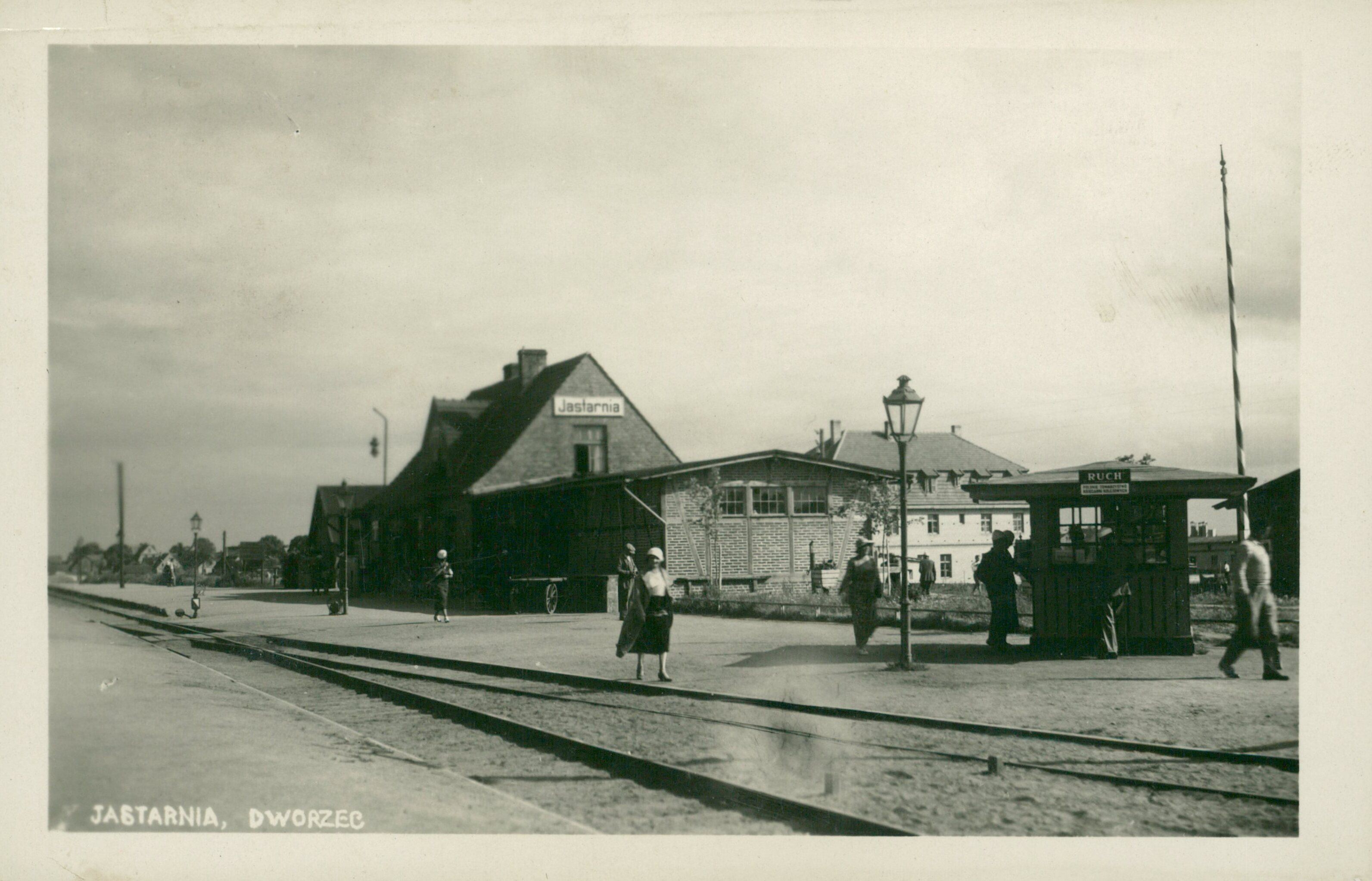
La gâté, 1935.

Témoignage de la Seconde Guerre mondiale : 

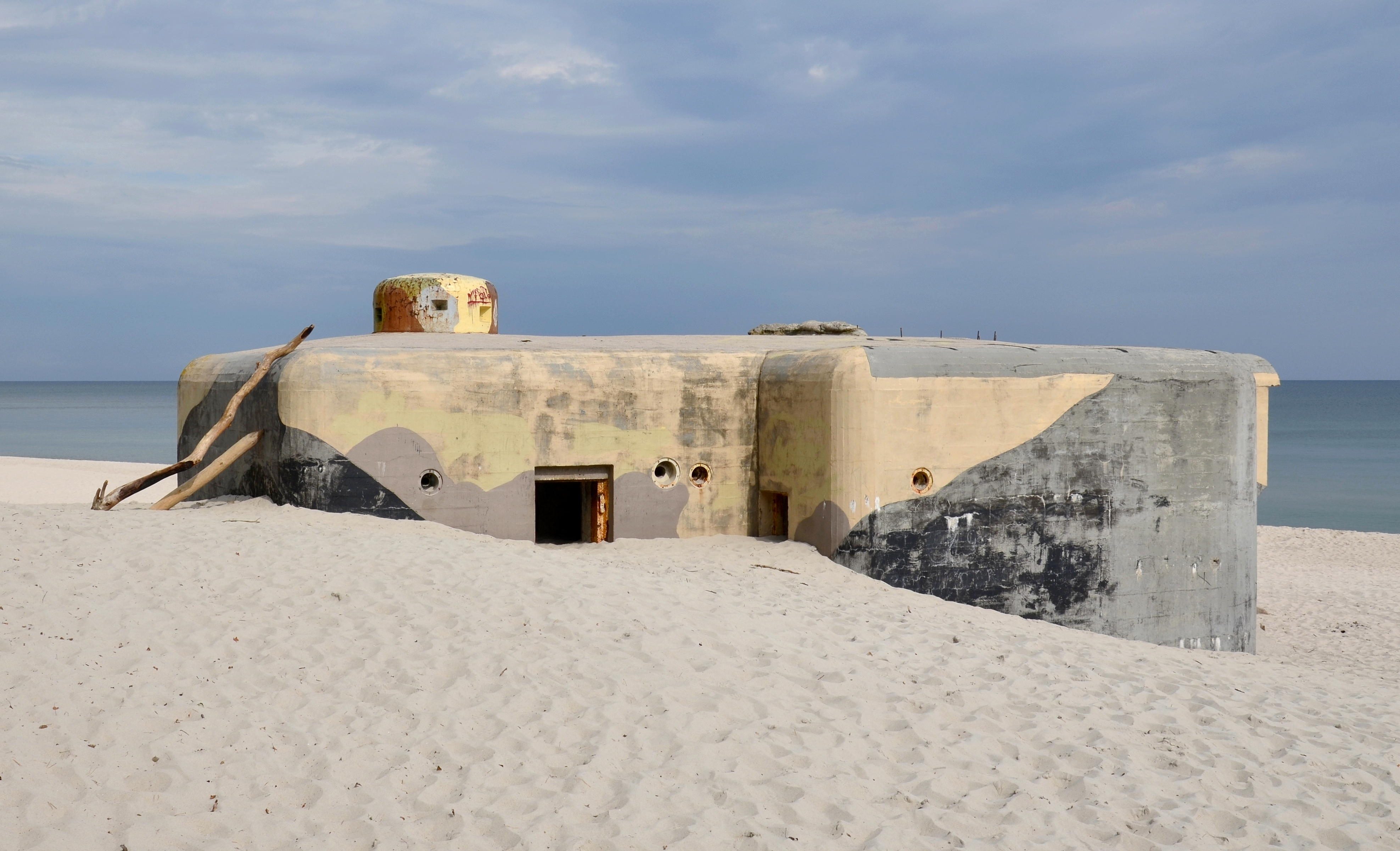
Bunker.

## Jumelage
La ville de Jastarnia est jumelée avec :
- Wałbrzych (Pologne) depuis le 9 mai 1997

## Galerie

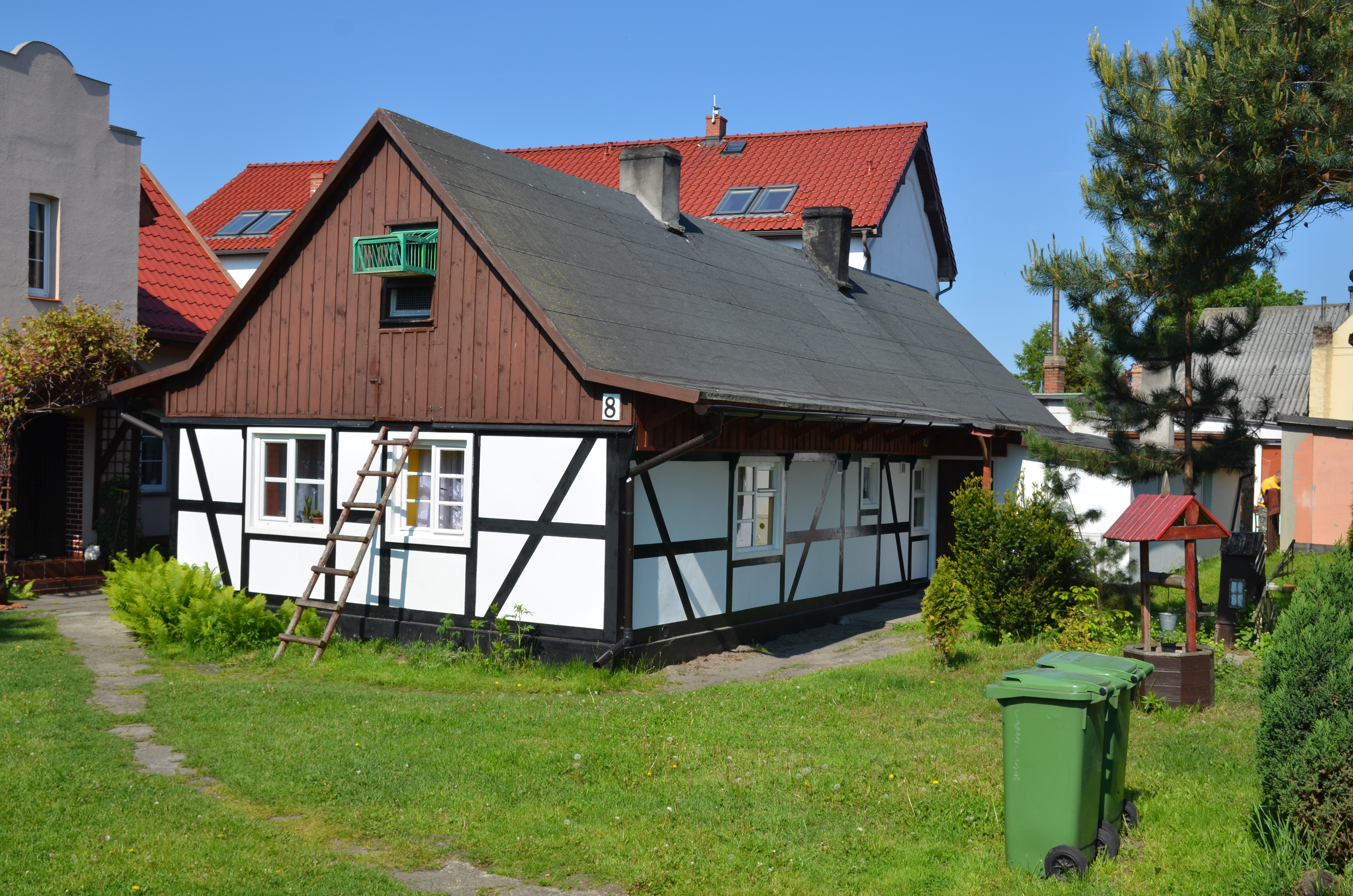
Maison dans le village de pêcheurs de Jastarnia.
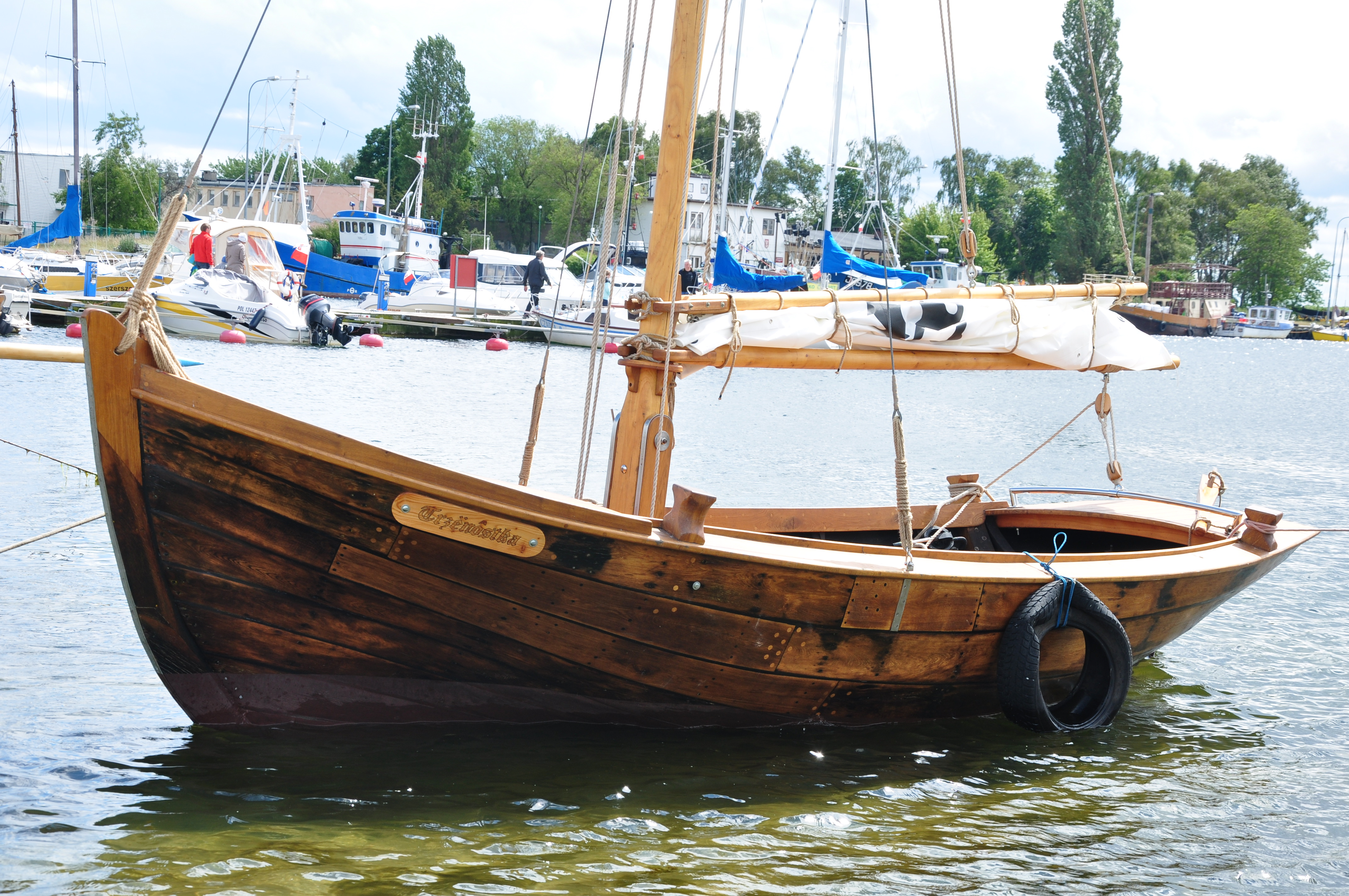
Barque traditionnelle dans le port de Jastarnia.
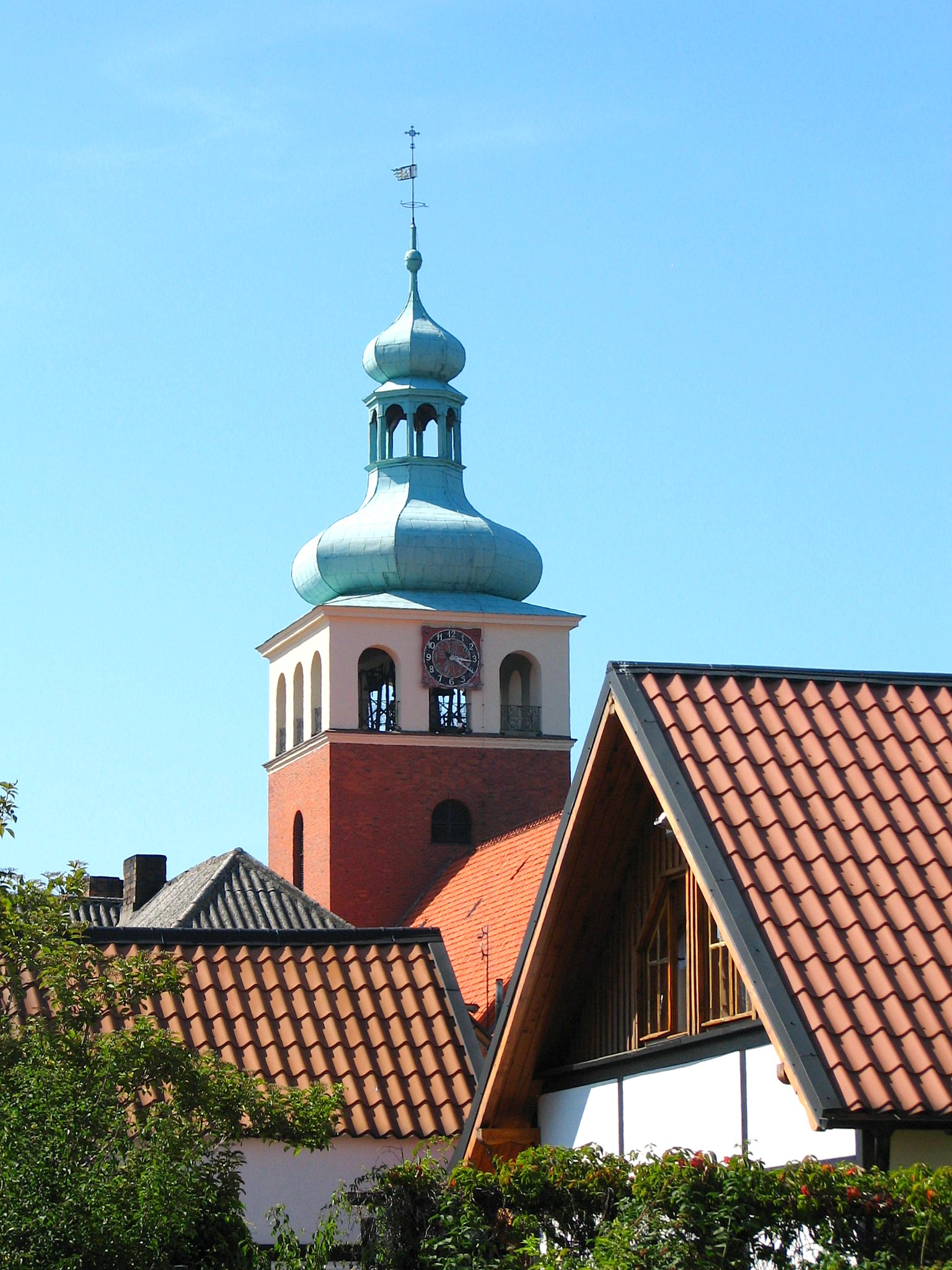
Le clocher.
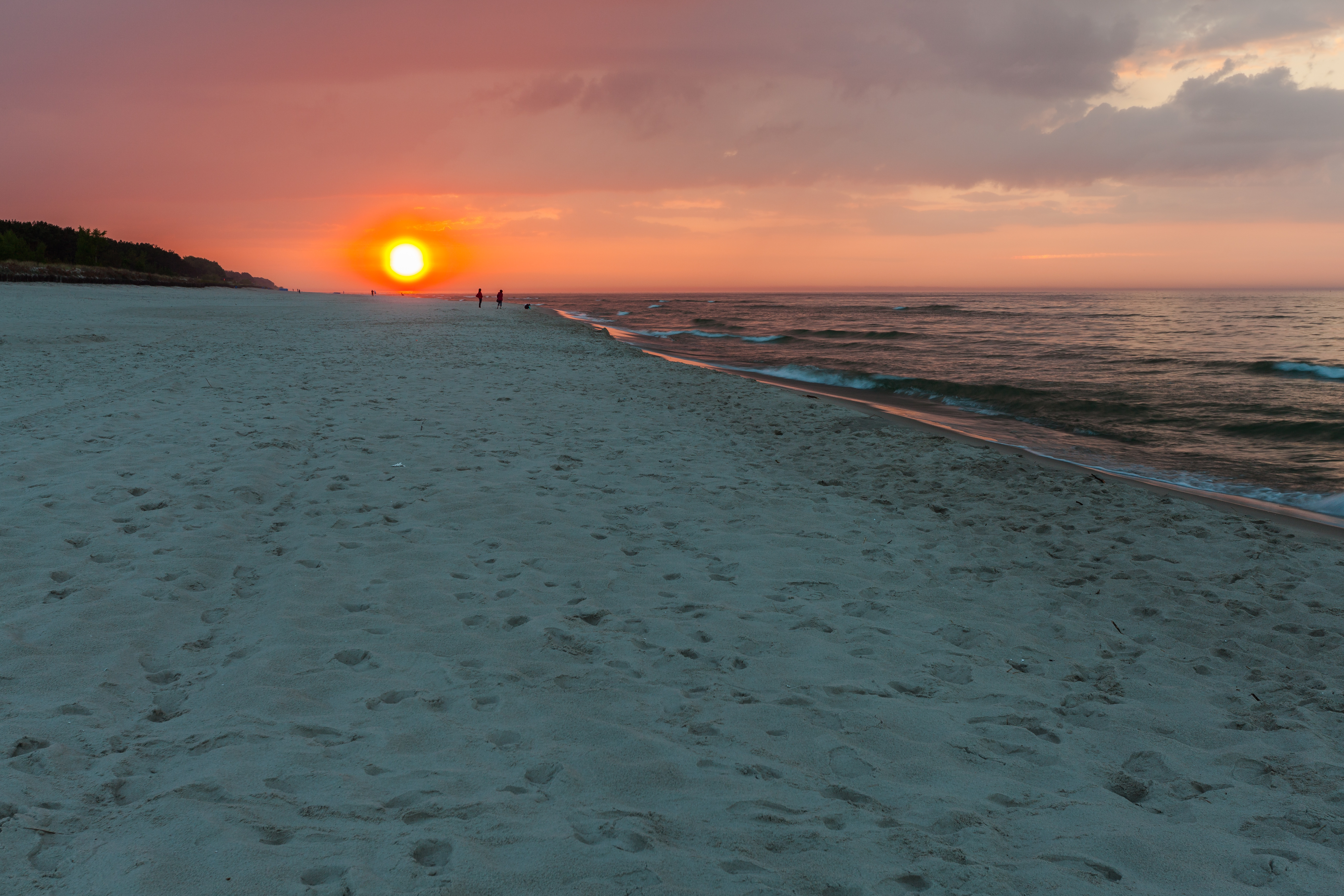
Coucher de soleil à Jastarnia.

## Dans la littérature
L'écrivain polonais Rudnicki évoque Jastarnia dans la nouvelle "Poussière".